# L'exorcista 2: L'heretge
L'exorcista 2: L'heretge (títol original: Exorcist II: The Heretic ) és una pel·lícula estatunidenca dirigida per John Boorman, estrenada el 1977. És la continuació de L'exorcista (1973). Ha estat doblada al català.

## Argument
El pare Lamont investiga sobre la mort misteriosa del pare Merrin, sobrevinguda de resultes d'un exorcisme, i haurà de combatre el dimoni Pazuzu que la jove Regan porta sempre a dins.

## Repartiment
- Linda Blair: Regan MacNeil
- Richard Burton: el pare Philip Lamont
- Louise Fletcher: el doctor Gene Tuskin
- Max von Sydow: el pare Merrin
- Kitty Winn: Sharon Spencer
- Paul Henreid: el cardenal
- James Earl Jones: Kokumo gran
- Ned Beatty: Edwards
- Belinda Beatty: Liz
- Rosa Portillo: la noia espanyola
- Barbara Cason: Sra. Phalor
- Tiffany Kinney: la noia sorda
- Joey Green: Kokumo nen
- Fiseha Dimetros: el jove frare
- Ken Renard: Abbot

## Al voltant de la pel·lícula
- El rodatge s'ha desenvolupat de maig a novembre de 1976 als estudis Warner Bros. de Burbank (Comtat de Los Angeles, Califòrnia), Glen Canyon, New York, Page i Washington DC.
- Linda Blair es va negar a ser maquillada com per a la primera pel·lícula. Una doble va fer les escenes de possessió.
- El paper del pare Lamont havia estat primer de tot proposat a Jon Voight, que va acceptar al principi, després va declinar a causa de divergències sobre el guió. La producció va pensar llavors en David Carradine i Jack Nicholson. L'estudi va refusar Carradine a causa de problemes que havien tingut amb ell a la sèrie Kung Fu (1972), i Nicholson demanava un salari massa alt.
- En el guió original, era previst un paper important per a Lee J. Cobb, que interpretava el tinent Kinderman en la primera pel·lícula, però en morir el febrer de 1976, el guió es va tornar a escriure.
- Després d'una carrera de més de quaranta anys, és el darrer film de Paul Henreid.
- En la seva estrena, era la pel·lícula de més gran pressupost de l'estudi Warner Bros.

## Premis
- Acadèmia de cinema de ciència-ficció, fantàstic i terror 1978: Nominació al premi al millor actor en una pel·lícula de terror per a Richard Burton, a la millor actriu en una pel·lícula de terror per a Linda Blair i als millors efectes especials.

## SagaL'Exorcista
La saga L'Exorcista és composta de cinc pel·lícules, el quart és una preqüela de la primera. L'últim (Dominion: Prequel to the Exorcist) rodada abans de la quarta part és un projecte refusat pels productors i no forma oficialment part de la sèrie.
| Any  | Títol                             | Director             |
| ---- | --------------------------------- | -------------------- |
| 1973 | L'exorcista                       | William Friedkin     |
| 1977 | L'exorcista 2: L'heretge          | John Boorman         |
| 1990 | The Exorcist III: Legion          | William Peter Blatty |
| 2004 | Exorcist: The Beginning           | Renny Harlin         |
| 2005 | Dominion: Prequel to the Exorcist | Paul Schrader        |